# 부산광역시도 제10호선
부산광역시도 제10호선은 부산광역시 강서구 송정동에서 부산광역시 중구 중앙동에 이르는 광역시도이다. 이 시도는 낙동남로, 낙동로(하단 ~ 서대신동 구간)과 대영로를 쭉 따라간다.
이 도로는 경상남도 창원시 가주동 용원삼거리에서 시작하여 낙동남로를 따라 낙동강하구둑을 건너고 나면 하단교차로가 나온다. 이곳에서 우회전하여 낙동대로를 따라가다가 대티터널을 통과하면 서대신교차로가 나온다. 이곳에서 다시 우회전하여 대영로를 따라가다가 부산터널을 통과하면 종점인 영주 교차로(영주사거리)가 나온다.
대부분 구간에서 국도 제2호선, 국도 제77호선과 중복된다.

## 경유하는 도로
- 낙동남로 - 낙동대로 - 대영로

## 경유지
부산광역시
- 강서구 - 사하구 - 서구 - 중구

## 노선
| 구간                    | 이름                                                                      | 접속 노선                                                             | 소재지          | 소재지          | 비고                               |
| 진해대로와 직결         | 진해대로와 직결                                                           | 진해대로와 직결                                                       | 진해대로와 직결 | 진해대로와 직결 | 진해대로와 직결                    |
| ----------------------- | ------------------------------------------------------------------------- | --------------------------------------------------------------------- | --------------- | --------------- | ---------------------------------- |
| 낙동남로                | 녹송육교                                                                  | 국가지원지방도 제58호선 부산광역시도 제77호선 (가락대로)              | 부산광역시      | 강서구          | 국도 제2호선, 국도 제77호선과 중복 |
| 낙동남로                | 산양삼거리                                                                | 녹산화전로                                                            | 부산광역시      | 강서구          | 국도 제2호선, 국도 제77호선과 중복 |
| 낙동남로                | (녹산농협)                                                                | 화전산단5로                                                           | 부산광역시      | 강서구          | 국도 제2호선, 국도 제77호선과 중복 |
| 낙동남로                | (이름 없음)                                                               | 화전산단6로                                                           | 부산광역시      | 강서구          | 국도 제2호선, 국도 제77호선과 중복 |
| 낙동남로                | 본녹산삼거리                                                              | 화전산업대로                                                          | 부산광역시      | 강서구          | 국도 제2호선, 국도 제77호선과 중복 |
| 낙동남로                | 성산삼거리                                                                | 국가지원지방도 제69호선 부산광역시도 제1001호선 (생곡로)              | 부산광역시      | 강서구          | 국도 제2호선, 국도 제77호선과 중복 |
| 낙동남로                | 녹산교 녹산제2교                                                          |                                                                       | 부산광역시      | 강서구          | 국도 제2호선, 국도 제77호선과 중복 |
| 낙동남로                | (이름 없음)                                                               | 명지둑길                                                              | 부산광역시      | 강서구          | 국도 제2호선, 국도 제77호선과 중복 |
| 낙동남로                | 청량사어귀                                                                | 부산광역시도 제21호선 (제도로)                                        | 부산광역시      | 강서구          | 국도 제2호선, 국도 제77호선과 중복 |
| 낙동남로                | 진목1교 진목2교 진목3교                                                   |                                                                       | 부산광역시      | 강서구          | 국도 제2호선, 국도 제77호선과 중복 |
| 낙동남로                | 명지 나들목                                                               | 부산광역시도 제31호선 (공항로) (르노삼성대로)                         | 부산광역시      | 강서구          | 국도 제2호선, 국도 제77호선과 중복 |
| 낙동남로                | 낙동강하구둑                                                              |                                                                       | 부산광역시      | 사하구          | 국도 제2호선, 국도 제77호선과 중복 |
| 낙동남로                | 하구둑 교차로                                                             | 부산광역시도 제66호선 (강변대로)                                      | 부산광역시      | 사하구          | 국도 제2호선, 국도 제77호선과 중복 |
| 낙동남로                | 하단역                                                                    |                                                                       | 부산광역시      | 사하구          | 국도 제2호선, 국도 제77호선과 중복 |
| 낙동남로                | 하단 교차로                                                               | 부산광역시도 제41호선 (낙동대로) 부산광역시도 제1002호선 (하신중앙로) | 부산광역시      | 사하구          | 국도 제2호선, 국도 제77호선과 중복 |
| 낙동대로                | 하단 교차로                                                               | 부산광역시도 제41호선 (낙동대로) 부산광역시도 제1002호선 (하신중앙로) | 부산광역시      | 사하구          | 국도 제2호선, 국도 제77호선과 중복 |
| (이름 없음)             | 제석로                                                                    |                                                                       | 부산광역시      | 사하구          | 국도 제2호선, 국도 제77호선과 중복 |
| 당리역                  |                                                                           |                                                                       | 부산광역시      | 사하구          | 국도 제2호선, 국도 제77호선과 중복 |
| 당리주민센터사거리      | 부산광역시도 제43호선 (다대로) 낙동대로372번길                            |                                                                       | 부산광역시      | 사하구          | 국도 제2호선, 국도 제77호선과 중복 |
| 사하역                  |                                                                           |                                                                       | 부산광역시      | 사하구          | 국도 제2호선, 국도 제77호선과 중복 |
| 사하초등학교삼거리      | 부산광역시도 제1003호선 (장평로)                                          |                                                                       | 부산광역시      | 사하구          | 국도 제2호선, 국도 제77호선과 중복 |
| 괴정사거리 (괴정역)     | 부산광역시도 제6601호선 (사하로) 낙동대로216번길                          |                                                                       | 부산광역시      | 사하구          | 국도 제2호선, 국도 제77호선과 중복 |
| 대티역                  | 대티로                                                                    |                                                                       | 부산광역시      | 사하구          | 국도 제2호선, 국도 제77호선과 중복 |
| 대티터널                |                                                                           | 국도 제2호선, 국도 제77호선과 중복 연장: 401m                         | 부산광역시      | 사하구          |                                    |
| 대티터널                | 서구                                                                      | 국도 제2호선, 국도 제77호선과 중복 연장: 401m                         | 부산광역시      |                 |                                    |
| 서대신사거리            | 국도 제2호선 국도 제77호선 부산광역시도 제1004호선 (망양로) 구덕로321번길 | 국도 제2호선, 국도 제77호선과 중복                                    | 부산광역시      |                 |                                    |
| 서대신사거리            | 국도 제2호선 국도 제77호선 부산광역시도 제1004호선 (망양로) 구덕로321번길 | 대영로                                                                | 부산광역시      |                 |                                    |
| (이름 없음)             | 부용로                                                                    |                                                                       | 부산광역시      |                 |                                    |
| 동대신사거리 (동대신역) | 국도 제2호선 국도 제77호선 부산광역시도 제5101호선 (구덕로)               |                                                                       | 부산광역시      |                 |                                    |
| 동대사거리              | 부산광역시도 제51호선 (보수대로)                                          |                                                                       | 부산광역시      |                 |                                    |
| 부산터널                |                                                                           | 상행 연장: 660m 하행 연장: 640m                                       | 부산광역시      |                 |                                    |
| 부산터널                | 중구                                                                      | 상행 연장: 660m 하행 연장: 640m                                       | 부산광역시      |                 |                                    |
| 부산터널삼거리          | 중구로                                                                    |                                                                       | 부산광역시      |                 |                                    |
| 영주사거리              | 국도 제7호선 부산광역시도 제61호선 (중앙대로)                             | 영주고가교                                                            | 부산광역시      |                 |                                    |

## 중앙버스전용차로
- 2008년 7월 2일부터 부산에서는 최초로 낙동남로의 하단교차로 ~ 낙동강하구둑 입구 구간에서 중앙버스전용차로제가 시범 실시되었으며, 동년 7월 14일부터 본격적으로 실시되고 있다. 원리는 서울에서 실시되고 있는 중앙전용차로와 같으나, 차이점은 서울과는 달리 평일 출ㆍ퇴근 시간에만 운영되며, 토ㆍ일ㆍ공휴일 및 평일의 다른 시간대에는 일반 차로로 운영된다.
- 버스전용차로 운영시간은 토·일·공휴일을 제외한 출근시간(07:00∼09:00)과 퇴근시간(17:30∼20:30)으로 시내버스, 마을버스 등 대중교통과 36인승 이상 대형 승합자동차의 통행이 가능하며 36인승 미만 16인승 이상 통학·통근용 승합차의 경우 부산지방경찰청의 지정에 한해서 일반적으로 자동차 전용도로 통행이 가능하다.

## 같이 보기
- 국도 제2호선
- 국도 제77호선
- 낙동강 하류 철새도래지